# 3월 28일
3월 28일은 그레고리력으로 87번째(윤년일 경우 88번째) 날에 해당한다.

## 사건
- 37년 - 로마의 상원이 부여한 원수(Principate)의 칭호를 칼리굴라 황제가 받아들이다.
- 1894년 - 갑신정변의 주역 김옥균, 홍종우에 피살되다.
- 1939년 - 프란시스코 프랑코가 마드리드를 점령하면서 스페인 내전이 종결하다.
- 1966년 - 카말 귀르셀이 터키대통령의 임기를 끝냈다.
- 1969년 - 교황 바오로 6세는 천주교 서울대교구장 김수환 대주교를 추기경으로 임명하다.
- 1979년 - 미국 펜실베이니아주 스리마일섬의 원자로에서 노심용융 사고가 발생하다.
- 1993년 - 부산 구포역에서 무궁화호 열차 전복 사고가 일어나다.
- 2005년 - 수마트라섬 앞바다에서 규모 8.7의 강진이 일어나다.
- 2008년 - 조선민주주의인민공화국이 황해에 여러 발의 미사일을 발사했다.
- 2008년 - 일본 문부과학성은 국가의 기미가요를 소학교에서 가르치고, 중학교에서는 애국심을 함양토록 하는 새 학습지도요령을 확정·고시했다.
- 2008년 - 1945년 일본 오키나와현에서 발생한 주민들의 집단자결에 일본군이 깊이 관여한 사실이 인정된다는 판결이 처음으로 나왔다.

## 문화
- 1974년 - KEDI 라디오 교육방송 개국.
- 2009년 - 전 세계 수백만 명의 사람들이 지구의 시간 행사 2009에 참가하다.
- 2012년 - 동북아역사재단 독도연구소가 19세기 말에 제작된 일본 지도를 공개하다.
- 2014년 - 러시아와 미국의 우주인이 탑승한 소유스 TMA-12M이 국제 우주 정거장과의 자동 도킹에 성공하다.
- 2015년 - 신생팀 KT 위즈를 포함하여 10개 구단이 참가하는 2015년 KBO 리그가 개막하다.
- 2023년 - 이탈리아 공군 창설 100주년
- 2024년
  - 경부고속도로의 경부동탄터널 부산방향이 개통되었다.
  - 백두산이 창바이산으로 세계지질공원으로 등재되었다.

## 탄생
- 1819년 - 영국의 사진가 로저 펜튼. (~1869년)
- 1842년 - 미국의 군인 윌리엄 H. 카니. (~1908년)
- 1900년 - 대한민국의 법학자 최태영. (~2005년)
- 1914년 - 체코의 작가 보후밀 흐라발. (~1997년)
- 1924년 - 대한민국의 목회자 노윤석. (~2015년)
- 1925년 - 대한민국의 목회자 김준곤. (~2009년)
- 1926년 - 스페인의 귀족, 자선가 카예타나 피츠하메스 스투아르트 데 알바 여공작. (~2014년)
- 1928년 - 독일의 수학자 알렉산더 그로텐디크. (~2014년)
- 1930년 - 일본의 수학자 요네다 노부오. (~1996년)
- 1933년 - 미국의 정치인 프랭크 머카우스키.
- 1935년
  - 대한민국의 시인 문병란. (~2015년)
  - 폴란드의 육상 선수 유제프 슈미트. (~2024년)
- 1937년 - 대한민국의 정치인 이호동. (~1986년)
- 1938년 - 미국의 농구 선수, 지도자 제리 웨스트. (~2024년)
- 1940년 - 대한민국의 기업인 이임택. (~2024년)
- 1941년 - 독일의 배우 롤프 차허. (~2018년)
- 1942년
  - 일본의 스모 선수 기타노후지 가쓰아키. (~2024년)
  - 미국의 철학자, 연구원 대니얼 데닛. (~2024년)
- 1944년
  - 대한민국의 바둑 기사 김수영. (~2005년)
  - 미국의 배우 켄 하워드. (~2016년)
- 1945년 - 필리핀의 정치인 로드리고 두테르테.
- 1946년 - 미국의 배우 다이앤 위스트.
- 1948년 - 대한민국의 정치인 강재섭.
- 1952년 - 대한민국의 배우 허기호.
- 1953년 - 대한민국의 정치인 주옥순.
- 1954년 - 홍콩의 수학자 람시우포.
- 1956년
  - 대한민국의 종교인 전광훈.
  - 대한민국의 엄마 부대 대표 주옥순.
- 1957년
  - 대한민국의 배우 류재필.
  - 대한민국의 부산대학교 일반사회학과 교수였고, 제17대 부산광역시교육감 김석준.
  - 미국의 육상 선수 하비 글랜스. (~2023년)
- 1959년
  - 대한민국의 정치인 심상정.
  - 코스타리카의 정치인 라우라 친치야.
- 1960년 - 대한민국의 성우 권영호.
- 1963년 - 일본의 성우 혼다 지에코. (~2013년)
- 1965년 - 대한민국의 희극인 최홍림.
- 1966년 - 대한민국의 기업인 강성일.
- 1969년 - 미국의 영화 감독 브렛 래트너.
- 1970년
  - 일본의 배우 미즈노 마키.
  - 루마니아의 펜싱 선수 라우라 바데아.
- 1971년 - 대한민국의 트로트 가수 김혜연.
- 1972년 - 대한민국의 야구 선수 정민철.
- 1973년
  - 대한민국의 전 야구 선수, 현 야구 코치 서한규.
  - 미국의 프로레슬링 선수 우마가. (~2009년)
- 1974년
  - 일본의 성우 키시오 다이스케.
  - 독일의 축구 선수 한스외르크 부트.
  - 대한민국의 성우 홍희숙.
- 1975년
  - 미국의 정치인 애슐리 무디.
  - 스페인의 축구 선수 이반 엘게라.
- 1977년
  - 미국의 배우 애니 워싱. (~2023년)
  - 일본의 전 야구 선수 다무라 히토시.
- 1978년 - 대한민국의 기업인, 축구해설위원 홍이삭.
- 1979년
  - 대한민국의 배우 채림.
  - 대한민국의 성우 윤호.
- 1980년
  - 대한민국의 배우 조승우.
  - 리투아니아의 유도 선수 알베르타스 테호바스.
  - 태국의 권투 선수 깨오 퐁쁘라윤.
- 1981년
  - 대한민국의 아나운서 조수빈.
  - 미국의 배우 줄리아 스타일스.
- 1982년
  - 대한민국의 야구 선수 신재웅.
  - 대한민국의 육상 선수, 해머던지기 이윤철.
  - 대한민국의 성우 이윤희.
  - 파나마의 축구 선수 루이스 테하다. (~2024년)
  - 온두라스의 축구 선수 왈테르 마르티네스. (~2019년)
- 1983년
  - 대한민국의 작가, 변호사 서동주.
  - 대한민국의 가수, 뮤지컬 배우 손준호.
- 1984년
  - 대한민국의 연극배우 장신애.
  - 대한민국의 배우 한준우.
- 1985년
  - 대한민국의 가수 장희영.
  - 일본의 피겨 스케이팅 선수 스즈키 아키코.
  - 스위스의 프로 테니스 선수 스타니슬라스 바브링카.
  - 프랑스의 축구 선수 스테브 망당다.
- 1986년
  - 미국의 가수 레이디 가가.
  - 대한민국의 배우 김윤서.
  - 대한민국의 축구 선수 곽광선.
  - 일본의 만화가 코미 나오시.
  - 대한민국의 필드하키 선수 김종희.
  - 대한민국의 희극인 박규선.
- 1987년
  - 대한민국의 가수 가은.
  - 대한민국의 배우 김이안.
  - 대한민국의 야구 선수 최윤석.
  - 대한민국의 가수 정혜린.
  - 미국의 포로노 배우 캐그니 린 카터. (~2024년)
- 1988년
  - 대한민국의 배우 백다은.
  - 대한민국의 레이싱 모델 유니.
- 1989년
  - 대한민국의 배우 홍아름.
  - 잉글랜드의 축구 선수 루카스 유트케비츠.
- 1990년
  - 대한민국의 래퍼 도끼.
  - 대한민국의 가수 박필규.
  - 미국의 배우 로라 해리어.
  - 이탈리아의 축구 선수 루카 마로네.
- 1991년
  - 대한민국의 배우 류혜영.
  - 대한민국의 배우 이호원.
  - 오스트레일리아의 축구 선수 루카스 힌터제어.
- 1992년 - 대한민국의 쇼트트랙 선수 박승희.
- 1993년 - 대한민국의 래퍼 앤덥.
- 1994년 - 중국의 래퍼 잭슨 (GOT7).
- 1996년 - 프랑스의 축구 선수 뱅자맹 파바르.
- 1997년
  - 대한민국의 리그 오브 레전드 프로게이머 라이언.
  - 아일랜드의 권투 선수 에이던 월시.
- 1999년 - 대한민국의 뮤지컬 배우 이수민.
- 2000년 - 튀르기예의 가수 알레이나 틸키.
- 2003년
  - 대한민국의 가수 이희상.
  - 헝가리의 수영 선수 코시 후베르트.
- 2004년 - 러시아의 피겨 스케이팅 선수 안나 셰르바코바.
- 2006년 - 대한민국의 가수 지훈. (TWS).

### 미상
- 대한민국의 가수 김재하. (리뎀션즈)

## 사망
- 193년 - 로마 제국의 제4대 황제 클라우디우스. (기원전 10년~)
- 1794년 - 프랑스의 정치인 니콜라 드 콩도르세. (1743년~)
- 1881년 - 러시아의 작곡가 모데스트 무소륵스키. (1839년~)
- 1894년 - 조선 후기의 정치인 김옥균. (1851년~)
- 1930년 - 기독교의 사상가 우치무라 간조. (1861년~)
- 1941년 - 영국의 소설가, 수필가 버지니아 울프. (1882년~)
- 1943년 - 러시아계 미국인 작곡가, 피아노 연주가 세르게이 라흐마니노프. (1873년~)
- 1969년 - 미국의 군인, 정치인, 제34대 대통령 드와이트 D. 아이젠하워. (1890년~)
- 2003년 - 벨기에의 화학자 일리야 프리고진. (1917년~)
- 2019년 - 일본의 화학자 나카니시 고지. (1925년~)
- 2021년
  - 마다가스카르의 제6대 대통령 디디에 라치라카. (1936년~)
  - 홍콩의 영화배우 요계지. (1953년~)
- 2022년
  - 대한민국의 물리학자 최덕인. (1936년~)
  - 미국의 영화배우 배리 영펠로우. (1950년~)
- 2023년
  - 대한민국의 법조인 백성길. (1962년~)
  - 일본의 음악가, 사회 운동가 사카모토 류이치. (1952년~)
- 2024년 - 중국의 소설가 마스투. (1945년~)
- 2025년 - 오스트레일리아의 영화배우 리처드 노턴. (1950년~)

## 기념일
- 교사의 날: 체코슬로바키아
- 센노 리큐 추모일: 일본 다도의 원조.
- 천일염의 날: 대한민국

## 같이 보기
- 전날: 3월 27일 다음날: 3월 29일 - 전달: 2월 28일 다음달: 4월 28일
- 음력: 3월 28일
- 모두 보기